# Cliff Hagan
Pour les articles homonymes, voir Hagan.
Clifford Oldham Hagan (né le 9 décembre 1931, à Owensboro, Kentucky) est un ancien joueur américain professionnel de basket-ball. Ailier d'1,93 m, excellent au hook shot (bras roulé), Hagan joua l'intégralité de sa carrière de dix années en NBA (1956-1966) avec les Saint-Louis Hawks. Il fut aussi entraîneur-joueur aux Dallas Chaparrals lors des deux premières années d'existence de l'American Basketball Association de 1967 à 1970.

## Université du Kentucky
Hagan évolue dans l'équipe universitaire des Kentucky Wildcats entraîné par Adolph Rupp. Lors de son année sophomore en 1951, il est champion NCAA avec Kentucky grâce à une victoire 68-58 en finale face à Kansas State.
À l'automne 1952, lors d'un scandale sur des paris illégaux impliquant trois joueurs de Kentucky, l'équipe fut interdite de participation au championnat durant les quatre saisons suivantes.
Hagan, Ramsey et Tsioropoulos sortent diplômés de Kentucky en 1953 et, par conséquent, deviennent éligibles pour la Draft 1953 de la NBA. Ils sont tous les trois sélectionnés par les Boston Celtics — Ramsey au premier tour, Hagan au troisième et Tsioropoulos au septième, mais ils retournent tous à l'université de Kentucky. Lors du match d'ouverture de la saison, une victoire 86-59 face à Temple le 5 décembre 1953, Hagan inscrit 51 points, battant le record de points de l'école; Dan Issel battant ce record avec 53 points lors d'une rencontre de la saison 1969-70. À l'issue de la saison régulière, (Hagan ayant réalisé une moyenne de 24,0 points par match) avec un bilan parfait de 25 victoires - 0 défaites et un rang de numéro 1, Kentucky obtient alors un qualification pour le tournoi final. Cependant, une nouvelle règle interdisait aux étudiants diplômés de participer au tournoi; les Wildcats déclinent alors l'invitation car leur participation les auraient obligés de jouer sans Hagan, Ramsey et Tsioropoulos.
À sa sortie de Kentucky, Hagan avait inscrit 1475 points, le classant au 3e rang de l'histoire de l'école, ses 1035 rebonds, le classant au 2e rang, soit trois de mois que Ramsey. En 1952 et 1954, il fut nommé "All-American" et dans la "First Team All-Southeastern Conference". Son maillot numéro 6 a été retiré par l'Université de Kentucky.

## Carrière professionnelle
À sa sortie de l'université, Hagan, comme Ramsey avant lui, est sélectionné par les Celtics. Cependant, contrairement à Ramsey, Hagan effectue son service militaire durant deux ans après avoir été drafté (Ramsey a effectué son service une année après sa saison rookie). Lors de ces deux années (1954 et 1955), Hagan est basé à la base Andrews Air Force, remportant le championnat de la Air Force de basket-ball. Après son service militaire, Hagan et Ed Macauley sont transférés aux Saint-Louis Hawks contre les droits de draft de Bill Russell. En 1958, sa seconde saison en NBA, les Hawks, menés par Hagan et Bob Pettit, remportent le titre de champions NBA, battant les Boston Celtics 4 victoires à 2 lors des Finales NBA. Hagan disputa cinq NBA All-Star Games de 1958 à 1962 (une blessure l'obligeant à déclarer forfait pour l'édition 1958). Lors de ses 10 saisons NBA, Hagan joue 745 matchs et inscrivit 13 447 points pour une moyenne de 18,0 points par match.
En 1967, les Dallas Chaparrals de la toute nouvelle ligue American Basketball Association (ABA) engagent Hagan en tant qu'entraîneur-joueur. Il marque 40 points pour son premier match. Il dispute aussi le premier ABA All-Star Game cette saison-là, devenant ainsi le premier joueur à avoir joué les All-Star Games NBA et ABA. Il arrête sa carrière de joueur après trois matchs lors de la saison 1969-1970, demeurant entraîneur des Chaparral jusqu'au milieu de la saison. Hagan joue 94 matchs ABA, inscrivant 1423 points pour une moyenne de 15,1 points. 
Hagan est introduit au Basketball Hall of Fame en 1978, le premier ex-joueur de l'université du Kentucky à être ainsi honoré.

## Retour à Kentucky
En 1972, Hagan retourne à Kentucky en tant qu'assistant du directeur sportif de l'école et devient directeur sportif en 1975. Hagan est remplacé par son ancien coéquipier C. M. Newton en 1977.
En 1993, l'université du Kentucky renomma son stade de baseball en l'honneur de Hagan (Cliff Hagan Stadium).